# Menashe Kadishman

Kadishman im Jahr 1954

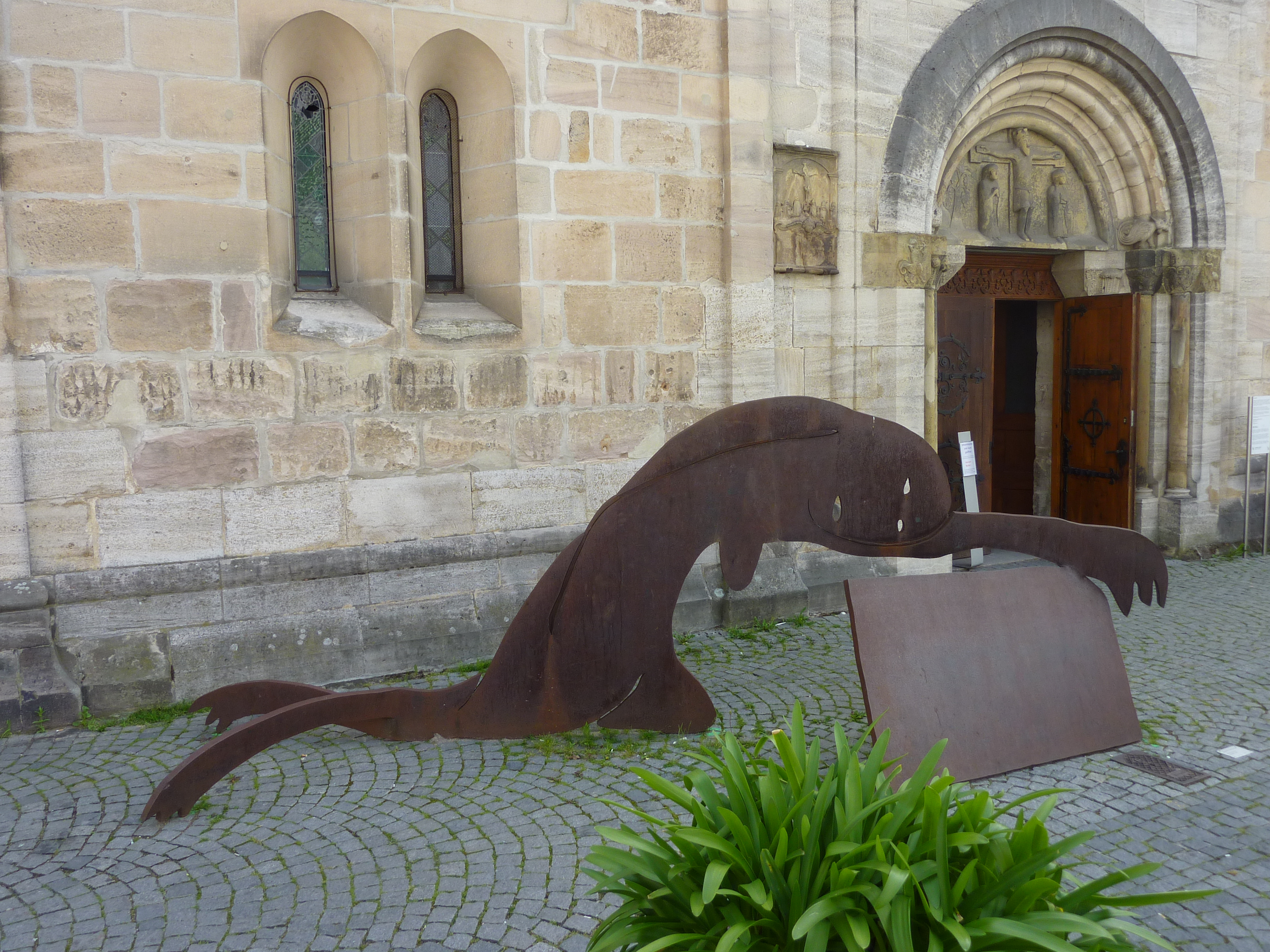
Mourning (Trauer), Stahl, 1996, Schwäbisch Gmünd

Menashe Kadishman (hebräisch מנשה קדישמן; * 21. August 1932 in Tel Aviv; † 8. Mai 2015 in Ramat Gan) war ein israelischer Zeichner, Maler und Bildhauer. Er zählte zu den bedeutendsten Künstlern Israels und lebte in Tel Aviv-Jaffa. Sein Werk befasste sich mit den Gräueln des Krieges und der Frage nach Opferbereitschaft und Opferrolle.

## Leben
Menashe Kasdishman studierte ab 1947 am Tel Aviver Avni Institute of Art and Design bei Moshe Sternschuss und 1954 bei Rudi Lehmann, sowie 1959 an der St. Martin’s School of Art und an der Slade School of Art in London, wo Anthony Caro sein Lehrer war. Dazwischen war er 1950–1953 Hirte im Kibbuz Yizreel. 1956 diente er als Soldat im Suez-Krieg.
Er war 1961 Teilnehmer des ersten bundesdeutschen Bildhauersymposions, dem Bildhauersymposion Kaisersteinbruch, in Gaubüttelbrunn bei Kirchheim in Unterfranken. 1965 wurden seine Arbeiten in der Grosvenor Gallery in London gezeigt. 1967 erhielt er den Ersten Preis für Skulptur der 5. Biennale von Paris. Im Jahr 1968 war Kadishman mit zwei Metall-Glas-Skulpturen Teilnehmer der 4. documenta in Kassel in der Abteilung Skulptur. Ab 1972 lebte er erneut in Israel und nahm seinen Wohnsitz in Tel Aviv. 1977 folgte die documenta 6. 1978 war er an der 38. Biennale von Venedig vertreten, 1984 an der Foire internationale d’art contemporain in Paris. 1995 erhielt er den Israel-Preis (Israel Prize for Plastic Arts). Eine prägende Erfahrung für Menashe Kadishman war die Teilnahme seines Sohnes am Libanon-Krieg 1982.

## Einzelne Werke

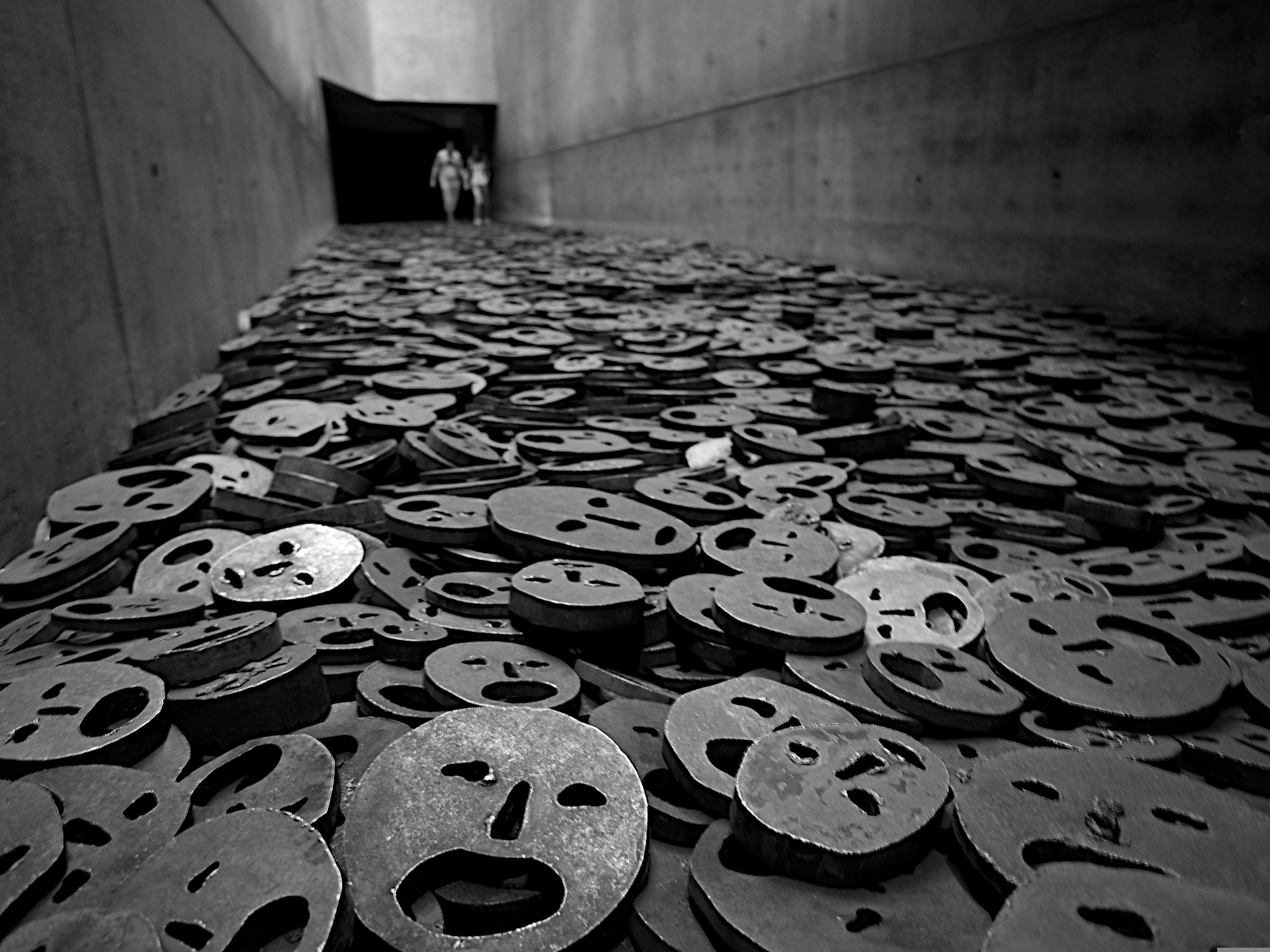
Shalechet. Installation, ca. 10.000 Einzelskulpturen, Stahlblech, Dicke: 1,5 bis 8 cm, Höhe: 8 bis 17 cm, Breite: 7 bis 16 cm, Jüdisches Museum Berlin

Im Jüdischen Museum Berlin findet sich in einem Lichtschacht Kadishmans Installation Shalechet (dt. Gefallenes Laub, angefertigt um 1997). Darin liegen über 10.000 Stahlblechplatten auf dem Boden, in die Gesichter geschnitten sind, die Münder wie zum Schrei geöffnet. Die Auschneidung der Gesichtspartien wurde mit Hilfe einer Gas-Sauerstoff-Mischung durchgeführt. Die Besucher gehen über diese in mehreren Schichten liegenden Gesichter, wobei ein metallener Klang entsteht. Das Werk wurde auch im Tel Aviv Museum of Art gezeigt.
In Israel war Kadishman für die wiederkehrende Darstellung von Menschen und Schafen bekannt. Es handelt sich dabei um eine Anspielung auf die Geschichte im Alten Testament, der zufolge Abraham seinen Sohn Isaak auf Gottes Geheiß hin opfern will. Der Mensch, der seinen Sohn (sich) opfert für Gott (vgl. Opferung Isaaks), für Kadishman schien dies der Erlösungsweg zu sein. Dies legt sein Bild Way to Eden (Weg ins Paradies) nahe, das ein Schaf als Hüter des Weges (Cherub = Paradieswächter) darstellt. Bekannt sind auch Kadishmans mit Öl auf Leinwand gemalten Schafe. In einer Ausstellung in Israel hat er tausende dieser Schafe als Herde aufgestellt.

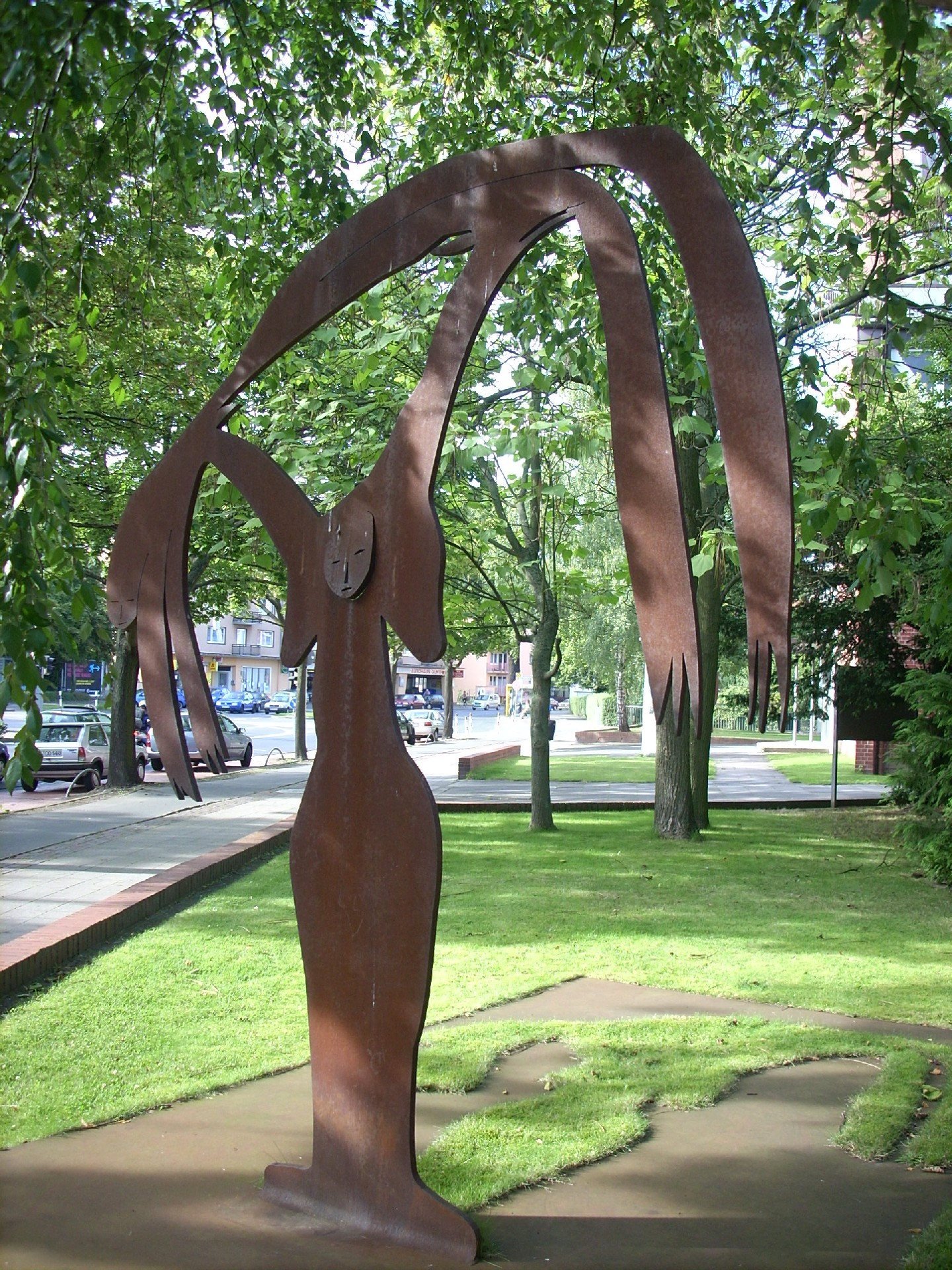
Pieta vor dem Dominikanerkloster St. Albertus Magnus, Braunschweig

In Braunschweig vor dem Dominikanerkloster steht mit der Skulptur Pieta ein weiteres Werk Kadishmans. Aus einer dicken Stahlplatte hat er, wie aus einem Blatt Papier, die Umrisse einer Figur herausgeschnitten und im 90-Grad-Winkel nach oben gebogen. Zu sehen ist eine Frauengestalt, die auf ihren nach oben gereckten Armen wie anklagend den toten Sohn trägt.
In deutschen Ort Salzgitter ist Menashe Kadishman auf dem Skulpturenweg Salzgitter-Bad in Salzgitter-Bad mit einer monumentalen Stahlskulptur Der Kuss vertreten.
Vor der Westfassade der Johanniskirche in Schwäbisch Gmünd steht seit 1996 die Skulptur Mourning (Trauer). Die trauernde Frau ist über den Sarg ihres Kindes gebeugt. Die Skulptur erinnert daran, dass der Johannisplatz bis 1803 einer der Friedhöfe der Stadt war.
Eine weitere öffentlich zugängliche Skulptur ist am Schaumainkai in Frankfurt am Main ausgestellt.

## Museen und private Sammlungen (Auswahl)
- Art Gallery of Ontario, Toronto (Kanada);
- Centro d’Arte Contemporanea, Prato (Italien);
- Dominican Monastry Collection, Braunschweig (BRD);
- Gabi and Ami Brown Collection, Tel Aviv (Israel);
- Hara Museum of Contemporary Art, Tokyo (Japan);
- Helen and Jerome Stern Collection, New York (USA);
- Herta and Paul Amir Collection, Los Angeles (USA);
- The Israel Museum, Jerusalem (Israel);
- Jüdisches Museum Berlin (BRD);
- Lehmbruck-Museum der Stadt Duisburg (BRD);
- Lizi and Zeev Avram Collection, London (GB);
- Muriel and Phill Bermann Collection, Pennsylvania (USA);
- Museum of Modern Art, New York (USA);
- National Art Gallery, Peking (China);
- Seethaler Collection, Berlin (BRD);
- Tate Gallery, London (GB).
- Herbert-Gerisch-Stiftung, Neumünster (BRD)